# Rio da Pescaria
Der Rio da Pescaria ist ein etwa 24 km langer linker Nebenfluss des Rio Itararé im Osten des brasilianischen Bundesstaats Paraná.

## Etymologie
Der portugiesische Begriff Pescaria bedeutet Angeln oder Fischfang. Es handelt sich also um den Angelfluss.

## Geografie

### Lage
Das Einzugsgebiet des Rio da Pescaria befindet sich auf dem Segundo Planalto Paranaense (Zweite oder Ponta-Grossa-Hochebene von Paraná).

### Verlauf
Sein Quellgebiet liegt im Munizip São José da Boa Vista auf 539 m Meereshöhe etwa 5 km südwestlich des Hauptorts.
Der Fluss verläuft in nordöstlicher Richtung. Er mündet auf 487 m Höhe von links in den Rio Itararé. Er ist etwa 24 km lang.

### Munizipien im Einzugsgebiet
Der Rio da Pescaria verläuft vollständig innerhalb des Munizips São José da Boa Vista. Er mündet gegenüber dem Munizip Riversul im Staat São Paulo.